# Windows MultiPoint Server
Windows Multipoint Server是一款为学生和教师设计的、可让多个用户通过遠端桌面協定（RDP）技术同时共享使用一台Windows Server操作系统计算机的Windows产品。该操作系统是基于Windows Server 2008 R2建立的。使用该操作系统，一台计算机上可以有多个用户同时登录和使用，每个用户均可使用各自的键盘、鼠标、显示器。